# Fushimi Hiroaki
 (janvier 2025).
Le prince Fushimi Hiroaki (伏見宮 博明王, Fushimi-no-miya Hiroaki-ō), né le 26 janvier 1932, est le fils unique du prince Hiroyoshi Fushimi (1897–1938) et 24e chef des shinnōke Fushimi-no-miya, (branche collatérale de la famille impériale du Japon).

## Biographie
Né à Tokyo, Fushimi Hiroaki est formé à l'école des pairs Gakushūin. Son père, le prince Fushimi Hiroyoshi est commandant naval dans la Marine impériale japonaise et meurt peu de temps après le début de la seconde guerre sino-japonaise en 1937. Le prince Hiroaki devient de ce fait le vingt-quatrième chef Fushimi-no-miya après la mort de son grand-père, le prince Fushimi Hiroyasu, le 16 août 1946.
Son titre est alors Son Altesse Impériale, mais avec l'abolition des branches collatérales de la maison impériale par les autorités américaines d'occupation après la fin de la Guerre du Pacifique, le prince Fushimi devient un roturier, Hiroaki Fushimi le 14 octobre 1947. Il se rend plus tard aux États-Unis et fréquente le Centre College (en) dans l'État du Kentucky. Il rentre au Japon et poursuit une carrière de dirigeant de la société Mobil Oil.
Sa défunte épouse, Tokiko Yoshikawa, est la fille du président de Yoshikawa Optical Instruments. Le couple a trois filles : Masako (née en 1964), Nobuko (née en 1961) et Akiko (née en 1959).

## Source de la traduction
- (en) Cet article est partiellement ou en totalité issu de l’article de Wikipédia en anglais intitulé « Fushimi Hiroaki » (voir la liste des auteurs).